# Ludwell
Ludwell – wieś w Anglii, w hrabstwie Wiltshire. Leży 26 km na zachód od miasta Salisbury i 151 km na zachód od Londynu.